# استنتون (تنسی)
استنتون(به انگلیسی: Stanton) شهری در ایالت تنسی کشور ایالات متحده آمریکا است که جمعیت آن در سرشماری سال ۲۰۱۰ میلادی، ۴۵۲ نفر بوده‌است.